# Sandnessund-híd
A Sandnessund-híd (norvégül:Sandnessundbrua) konzolos közúti híd, amely a Sandnessund-szoros felett ível át, összekötve Tromsøya és Kvaløya szigetét, Tromsø városánál, Troms megyében, Norvégia északnyugati részén. Ez egyike azon közúti összeköttetéseknek, amelyek összekötik Tromsøya szigetét a szárazfölddel, illetve a környező szigetekkel. A Sandnessund-híd 1220 méter hosszú és leghosszabb fesztávja pillérei közt 150 méter. A tenger feletti legmagasabb pontján 41 méterrel magasodik a víz színe fölé. A hídnak 36 íve van és a 862-es számú út vezet át rajta. A Sandnessund-hidat Harald norvég koronaherceg nyitotta meg 1974. június 26-án, de a forgalomnak már 1973. december 21-e óta át volt adva. A híd költsége 36 millió norvég korona volt. 1982. május elsejéig a híd fizetős volt. 
Sandnessundbrua.jpg

## Fordítás
Ez a szócikk részben vagy egészben  a   Sandnessund Bridge című angol Wikipédia-szócikk ezen változatának fordításán alapul.  Az eredeti cikk szerkesztőit annak laptörténete sorolja fel. Ez a jelzés csupán a megfogalmazás eredetét és a szerzői jogokat jelzi, nem szolgál a cikkben szereplő információk forrásmegjelöléseként.